# Felix Leiberg
Felix Leiberg (* 1978) ist ein deutscher Kameramann.

## Leben
Felix Leiberg studierte an der Filmuniversität Babelsberg. 
Er drehte bereits über 150 Musikvideos unter anderem für Peter Fox, Seeed, Herbert Grönemeyer, Cassandra Steen, Gentleman und über 200 Werbefilme für unter anderem Mercedes-Benz, Volkswagen, Adidas, Nike, Deutsche Telekom.
2019 war er mit Vom Lokführer, der die Liebe suchte von der Deutschen Filmakademie für den Deutschen Filmpreis/Beste Bildgestaltung nominiert.

## Filmografie (Auswahl)
- 2005: Stadt als Beute
- 2006: Berliner Reigen
- 2006: Mein Tod ist nicht dein Tod (Kameraarbeit zusammen mit Lars Barthel, Marcus Winterbauer, Mario Köhler)
- 2007: Roots Germania
- 2012: This Ain’t California
- 2014: Quatsch und die Nasenbärbande
- 2015: Armans Geheimnis (Fernsehserie, 13 Folgen)
- 2018: Vom Lokführer, der die Liebe suchte... (The Bra)
- 2021: Everything Will Change
- 2021: Beutolomäus und die vierte Elfe
- 2023: Eldorado – Alles, was die Nazis hassen (Kameraarbeit zusammen mit Christian Huck und Cezary Zacharewicz)